# COS細胞
COS是衍生自猴腎組織的成纖維細胞樣細胞系，常用於科研用途。

## 特徵
COS細胞是通過用能產生大T抗原的猿猴空泡病毒40 （SV40）永生化 （immortalizing）CV-1細胞而獲得的 ，而CV-1細胞則來自非洲綠猴的腎臟 。首字母縮略詞是「COS」，因為COS細胞源自於CV-1細胞，並且攜帶着SV40的遺傳物質 。COS細胞常用的兩種形式是COS-1細胞和COS-7細胞。COS-1細胞及COS-7細胞都是經帶有編碼野生型T抗原的起始失活突變的SV40轉染得到，其中COS-1細胞含有一個來自SV40基因組全部早期區域的組成型拷貝。

## 科研用途
生物學家在研究SV40時，經常使用COS細胞系。來自這些品系的細胞也經常被轉染，以產生用於分子生物學、生物化學和細胞生物學實驗的重組蛋白 。當將具有SV40啟動子的表現載體，引入COS細胞時，該載體可以被大T抗原複製。這些COS細胞經過基因修飾，從其自身的基因組中產生T抗原。

## 另見
- COS-7細胞
- 猿猴空泡病毒40

## 外部連結
- Cellosaurus entry for COS-1（页面存档备份，存于）
- Cellosaurus entry for COS-7（页面存档备份，存于）